# ガブリエル・ド・ロルジュ

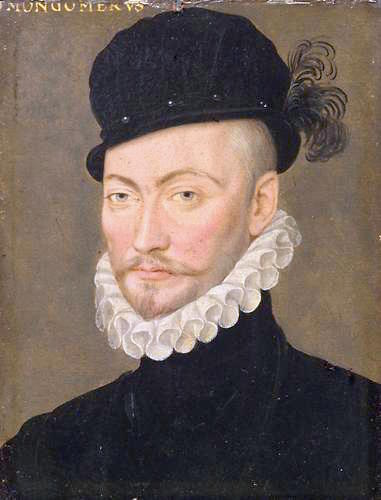
モンゴムリ伯ガブリエル・ド・ロルジュ

モンゴムリ伯爵ガブリエル・ド・ロルジュ（Gabriel de Lorges, Comte de Montgommery ; ガブリエル・ド・モンゴムリ、1530年 - 1574年6月26日）は、フランスの貴族、軍人。時のフランス国王アンリ2世を事故死させてしまったことで有名である。その後宮廷から追われ、ユグノー戦争でユグノー側の指揮官の一人としてフランス王国軍と戦った。日本では単にモンゴムリ伯（モンゴメリー伯）と呼ばれることが多い。

## 生涯
モンゴムリ伯家はノルマンディー地方ロルジュ及びデュセーの領主であるが、ガブリエルがどちらで生まれたかについてははっきりしていない。父ジャックは元来スコットランド貴族であったが、スコットランドと長年の同盟関係にあったフランス王国に仕えており、息子ガブリエルもその地位を引き継ぎスコットランド護衛隊の隊長を務めていた。
1559年6月30日、アンリ2世の娘エリザベートとスペイン王フェリペ2世の結婚を祝う宴の一環で行われた馬上槍試合において、モンゴムリ伯はアンリ2世の対戦相手を命じられた。伯はこの試合で過失からアンリ2世の右目を貫いた。何とか助けようとする周囲の努力も空しく、アンリ2世はこの傷がもとで7月10日に没した。
アンリ2世は臨終の床でモンゴムリ伯の罪科を免じたが、王の死の直後彼は拘束されてしまい、釈放されるや宮廷から逃亡してしまう。未亡人となった王妃カトリーヌ・ド・メディシスは彼に深い憎悪を抱くことになる。イングランドへ逃亡したモンゴムリ伯はその地でプロテスタント支持に転向、ユグノーとして王国との全面対決の道を選ぶこととなる。
フランスへ戻ると自領のあるノルマンディー地方で活発に活動し、ユグノーの代表的指導者ガスパール・ド・コリニー麾下の最も有能な指揮官と言われるまでになった。
第一次ユグノー戦争中の1562年5月にはブールジュを略奪の上で占領した。さらにノルマンディーでマチニョン元帥率いる王国軍と対峙する。第三次ユグノー戦争期（1569年 - 1570年）のギュイエンヌ、ペリゴール、ケルシー、ベアルンなどの戦場においてはプロテスタント陣営で軍首脳を務めた。ジャルナックの戦いではコンデの解放を試みたがこれは失敗している。
1572年8月24日、カトリックによるユグノーの大量虐殺、いわゆるサン・バルテルミの虐殺が発生したが、ガスパール・ド・コリニーがカトリックの襲撃を受けた際にあるユグノーが負傷しつつもセーヌ川を泳ぎ渡って事態を知らせたため、モンゴムリ伯は辛うじて難を逃れることができた。モンゴムリ伯はイングランドに脱出したが、その首には賞金が懸けられたため、イングランドまで追いかけてくる追跡者もいた。また夫の復仇に燃えるカトリーヌ・ド・メディシスもイングランド女王エリザベス1世に伯の引き渡しを数度にわたり要求したが、いずれも拒否された。
カトリーヌがようやく溜飲を下げたのは、1574年のことだった。サン・バルテルミの虐殺によりユグノー戦争は再開されたが、王国軍の進攻によりノルマンディー地方ではユグノー派は不利に立たされ、ついに5月9日、モンゴムリ伯はドンフロンで完全に包囲され、同27日にマチニョン元帥に投降したのである。パリに連行された伯は助命するという約束も反故にされ、6月26日にグレーヴ広場で斬首された。処刑台上で財産没収の上、子孫への肩書きも剥奪という王令を知らされた伯は、子供たちへの伝言として、奪われたものを取り戻せなければ草葉の陰から呪ってやる、と言い残したという。

## 子孫
ガブリエル・ド・モンゴムリは、妻イザボー・ド・ラ・チラル（エリザベート・ド・ラ・トゥーシュとも呼ばれる）との間に、4男4女をもうけた。
- ジャック2世（1551年 - 1590年）
- ジェデオン（1596年没）
- ジル（1558年 - 1596年）
- ガブリエル2世（1565年 - 1635年） - 6児の父。
- 4人の娘 - シュザンヌ、エリザベート、クロード、名前の伝わっていない四女（ガラルドン男爵ジュアン・ド・ルフュージュと結婚したことは分かっている）。

最も有名な末裔は、第二次世界大戦期におけるイギリス陸軍のバーナード・モントゴメリー将軍である。

## 文学の題材として
アレクサンドル・デュマは、小説『2人のディアーヌ』で小説風に脚色されたモンゴムリ伯の物語を描いている。

## ノストラダムスの予言

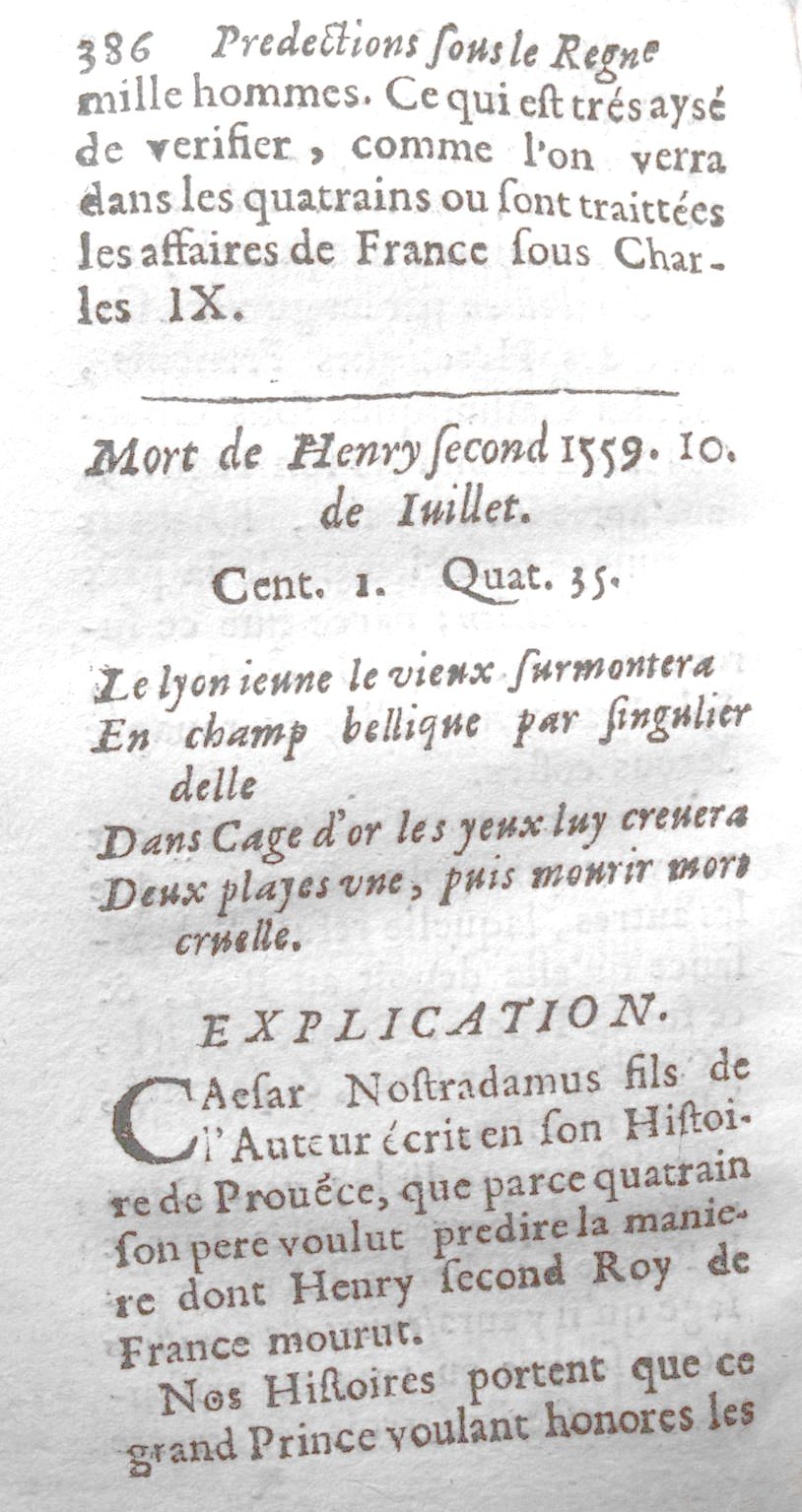
1656年に刊行された注釈書の、アンリ2世の死を解釈したページ。4行まとめて扱った最初の解釈である。

現在、モンゴムリ伯の名は、ノストラダムスの予言解釈で引き合いに出されることが多い。これは『百詩篇集』第1巻35番にアンリ2世の死が予言されている、という話が有名なためである（この話は山川出版社刊『詳説世界史研究』のような通史的概説書のコラムでも取り上げられており、後掲の伝記もその詩の引用から本編を書き始めている）。的中例としての紹介は実に17世紀にまで遡るが、一部が省略されたり、詩句が改竄される形で喧伝されており、以下が正確な日本語訳である。
若き獅子が老いたるを乗り越えるだろう、
一騎討ちの戦場で。
黄金の籠の中の双眼を彼は引き裂くだろう。
二艦隊の一つ、そして死ぬ。酷き死。
信奉者はこの「若き獅子」をモンゴムリ伯、「老いたる」をアンリ2世と解釈している。しかし当時29歳から33歳であったモンゴムリ伯に対しアンリ2世も40歳でしかなく、「若い」「老いた」の対比は適切ではない。また2人と獅子との関係といえばモンゴムリ伯の元々の出身であるスコットランド王国が獅子の紋章を採用している程度であるが、彼個人はフランス王国の貴族・軍人として出処進退を行っていることは経歴からも明らかである。アンリ2世の兜は黄金製ではなかったし、貫かれたのは片目である。4行目の「艦隊」など何の関係もない。このように結果から類推することを避ければ、詩句には史実と食い違う点が多々あることが分かる（これらの点は19世紀半ばに書誌学者フランソワ・ビュジェが指摘している）。

## 伝記
- Alain Landurant, Montgommery, le régicide, Tallandier,1988